# الابیض (سودان)
الابیض (به عربی: الأبیض) شهری در استان کردفان شمالی کشور سودان است که جمعیت آن در سرشماری سال ۱۹۹۳ میلادی ۲۲۹٫۴۲۵ نفر بوده و در سال ۲۰۰۷ میلادی ۴۲۸٫۵۷۱ نفر تخمین زده شده است.